# Obična bogomoljka
Obična bogomoljka (latinski: Mantis religiosa) veliki je kukac iz porodice Mantidae i reda bogomoljki. Duljina mužjaka iznosi 6 – 7 cm, a ženki 7 – 9 cm, iako postoje jedinke s varijacijom nekoliko centimetara više ili manje od toga raspona. Ime bogomoljka potječe od karakterističnog položaja prvog para nogu koji se kod njih može primijetiti u mirovanju. Podsjeća na moljenje. I mužjaci i ženke imaju izduženo tijelo s dva para krila, a vrsta je poznata po seksualnom kanibalizmu. Obična bogomoljka najčešća je vrsta bogomoljke u Hrvatskoj i Europi.

## Varijacija boja
Boja tijela obične bogomoljke varira od različitih nijansi žute, smeđe, zelene, a ponekad i crne, no općeprihvaćeno objašnjenje o uzroku i mehanizmu takve varijacije ne postoji ni nakon 100 godina istraživanja.
Alessandro Palma di Cesnola je 1904. primijetio da su zelene bogomoljke češće na svježoj zelenoj travi, dok smeđe jedinke više vole smeđu i suhu travu. Kada su jedinke puštene na lokacije koje nisu odgovarale njihovoj boji, grabežljivci poput ptica su ih gotovo sve ubili. Boja je evidentno temeljni dio njihove kamuflaže.

## Rasprostranjenost
Obična bogomoljka nastanjuje Europu, Aziju, Afriku i Sjevernu Ameriku. Na potonjem kontinentu smatrana je uvedenom vrstom. U sjevernoj je Europi vrlo rijetka, no stabilne populacije u Njemačkoj postoje, a ima i indikacija da distribucija uključuje čak i Latviju i Estoniju.

## Vanjske poveznice
- Opažanja, iNaturalist